# Anhua
Der Kreis Anhua (安化县; Pinyin: Ānhuà Xiàn) ist ein Kreis der chinesischen Provinz Hunan. Er gehört zum Verwaltungsgebiet der bezirksfreien Stadt Yiyang. Die Fläche beträgt 4.948 Quadratkilometer und die Einwohnerzahl 859.700 (Stand: Ende 2018).